# Namacurra (distrito)
Namacurra é um distrito da província da Zambézia, em Moçambique, com sede na vila de Namacurra.
 Tem limites a noroeste com o distrito de Mocuba, a oeste, sudoeste e sul com o distrito de Nicoadala, a sudeste com o Oceano Índico e a leste e nordeste com o distrito de Maganja da Costa.

## História
Namacurra surge referenciado como "circunscrição" administrativa em 1960, um patamar da administração local mantido aquando da revisão do "Estatuto Político-Administrativo da Província de Moçambique", em 1963, por imposição da "Lei Orgânica do Ultramar" do estado português desse mesmo ano.
Em 1986, transitaram do distrito de Namacurra para a criação do distrito de Nicoadala um total de 3 localidades: Munhonha, Nhafuba e Nicoadala.

## Demografia

### População
Em 2007, o Censo indicou uma população de 186 410 residentes. Com uma área de 2028  km², a densidade populacional rondava os 91,92 habitantes por km². Este é um valor só superado na província no seu distrito mais pequeno: Inhassunge.
De acordo com o Censo de 1997, o distrito tinha 160 879 habitantes e uma área de 1798 km², daqui resultando uma densidade populacional de 89,5 habitantes por km².
De notar que em 1980, a área definida para o distrito de Namacurra era de 3941 km². Um valor que, conjugado com 163 128 habitantes, resultava numa densidade populacional de 41,4 habitantes por km².
| 1980    | 1997    | 2007    |
| 163 128 | 160 879 | 185 333 |

## Divisão administrativa
O distrito está dividido em dois postos administrativos: Macusse e Namacurra. Estes postos, por sua vez, eram compostos por um total de 9 localidades, em 2007:
- Posto Administrativo de Macusse:
  - Furquia
  - Macusse
  - Mixixine
  - Mbaua
- Posto Administrativo de Namacurra:
  - Malei
  - Muebele
  - Mutange
  - Namacurra
  - Pida